# Barnard (cratère martien)
Pour les articles homonymes, voir Barnard et Barnard (cratère lunaire).
Barnard est un cratère d'impact martien d'environ 128 kilomètres de diamètre et nommé d'après Edward Emerson Barnard. Il se trouve sur un haut plateau, au sud du bassin Hellas Planitia sur le plateau volcanique de Malea Planum dans le quadrangle d'Hellas.
Le cratère Barnard a reçu son nom en 1973 dans le cadre du travail de l'Union astronomique internationale sur la nomenclature des systèmes planétaires.